# Laura Hernández Guzmán
Laura Hernández Guzmán (Ciudad de México) es una psicóloga, profesora e investigadora de la Universidad Nacional Autónoma de México (UNAM). Ha ocupado cargos en la Sociedad Mexicana de Psicología; la Sociedad Mexicana de Análisis de la Conducta; el Colegio Mexicano de Profesionistas de la Psicología y la International Union of Psychological Science.

## Biografía
Realizó sus estudios de licenciatura en Psicología en la Facultad de Filosofía y Letras de la UNAM, posteriormente obtuvo el doctorado en Psicología Infantil y del Desarrollo en la Universidad de Kansas.
Se desempeña como profesora titular “C” de tiempo completo en la Facultad de Psicología de la UNAM, asimismo, es tutora del doctorado en Psicología en la misma institución; pertenece al Sistema Nacional de Investigadores (nivel III), y se ubica en el máximo nivel de estímulos en el Programa de Primas al Desempeño del Personal Académico de Tiempo Completo.

## Actividad docente
Su actividad docente ha dejado huella en las más de 45 generaciones de psicólogos, egresados de la licenciatura, la maestría y el doctorado, que ha formado desde el inicio hasta su madurez, dotándoles de competencias y herramientas para su inserción en el campo profesional y en el desarrollo de investigación original y de frontera. Además de brindar a los alumnos una inserción temprana al conocimiento basado en investigación, para procurar la calidad de los servicios profesionales que ofrezcan, les prepara para que afronten con éxito posibles dilemas éticos. De la dirección de más de 70 tesis de licenciatura, maestría y doctorado en psicología se han generado manuales de tratamiento validado mediante investigación. Los cuadros de investigadores que ha formado, a su vez forman investigadores, en distintas instituciones entre las que sobresalen el Instituto Nacional de Psiquiatría, el Hospital Psiquiátrico Infantil Juan N. Navarro, la Universidad Autónoma de Baja California y el Hospital General de México.

## Líneas de investigación
Su labor se dirige principalmente a niños, adolescentes y sus familias pertenecientes a comunidades marginadas urbanas y rurales de pobreza extrema. Su línea de investigación sobre diagnóstico y tratamiento de la psicopatología infantojuvenil le ha permitido generar tratamientos basados en evidencia, plasmados en manuales de intervención psicológica. 
- Evaluación y tratamiento de trastornos afectivos y conductuales
- Desarrollo de la psicopatología
- Prevención y tratamiento de los trastornos psicológicos
- Investigación y evaluación de la eficacia de los resultados de intervenciones psicológicas
- Ética profesional y regulación del ejercicio profesional
- Certificación profesional del psicólogo.[5]

## Reconocimientos y distinciones
En marzo de 2006 recibió el reconocimiento Outstanding Service and Contribution to the Development of Psychology on an International Level,  otorgado por la International Union of Psychological Science en Berlín, Alemania.
En 2013 obtuvo el reconocimiento a los académicos de carrera más citados internacionalmente en el 2013 en revistas científicas. Reconocimiento otorgado por la Universidad Nacional Autónoma de México. 
Obtuvo el Premio Universidad Nacional 2015 en el área de Docencia en Ciencias Sociales por su trayectoria académica en el campo de la Psicología Educativa y por su labor en la regulación del ejercicio profesional del psicólogo.
Es la única persona de Latinoamérica que ha recibido el nombramiento de editora en jefe del International Journal of Psychology por parte de la International Union of Psychological Science (IUPsyS).
El amplio reconocimiento de sus pares tanto nacional como internacional le han permitido ocupar cargos de elección en diversas organizaciones, entre las que destaca su elección por dos periodos consecutivos como integrante del Comité Ejecutivo de la Unión Internacional de Ciencia Psicológica, que actualmente aglutina a las asociaciones nacionales de psicólogos de más de 70 países.

## Publicaciones
Ha publicado más de 80 artículos en revistas y libros, lo cual la ubica en la lista de académicos y académicas de la UNAM más citadas en el año 2013, reconocidos por la Máxima Casa de Estudios. De 2002 a 2005 fue la redactora jefe del International Journal of Psychology; además es editora en Jefe de más de 33 números  de la Revista Mexicana de Psicología.
- Alcázar-Olán, R. J., Deffenbacher, J. L., Hernández-Guzmán, L., & de la Chaussée-Acuña, M. E. (2014). The Angry Thoughts Scale: Initial development in a Mexican sample. International Journal of Cognitive Therapy, 7(4), 373-387.
- Seyler, A., Hernández-Guzmán, L., Freyre, M. A., González-Montesinos, M., & Sullivan, M. J. L. (2014). Validez de la Escala de Catastrofización del Dolor. Revista El Dolor, 61, 18-24.
- Hernández-Guzmán, L., González-Montesinos, M., Bermúdez-Ornelas, G., Freyre, M. A., & Alcázar-Olán, R. J. (2013). Parental Practices Scale for Children. Revista Colombiana de Psicología, 22(1), 151-161.

## Comités científicos
Los comités de homologación profesional más importantes con los que ha colaborado desde hace más de 15 años son: el Trilateral Forum of Professional Psychology of North America, la Psychology Executives Roundtable, y el Council of Credentialing Organizations in Professional Psychology. En este ámbito cabe destacar que es la única psicóloga mexicana que forma parte de los grupos de trabajo Competencies Conference de Scottsdale y Consensus Conference on Combined and Integrated Training in Psychology, encargados de definir el perfil de competencias básicas del psicólogo en Norteamérica para permitirle ejercer en cualquier contexto, local o global.

Además fue integrante del Editorial Board World Social Science Report of the International Social Science Council (ISSC), UNESCO. París, Francia, en el periodo comprendido de mayo de 2008-2010.